# Фасад (шаблон проєктування)

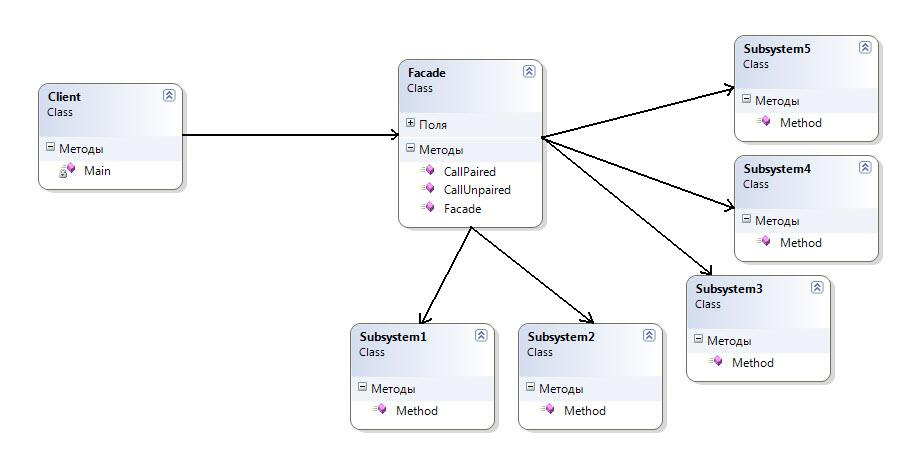
Діаграма класів

Фаса́д — шаблон проєктування, призначений для об'єднання групи підсистем під один уніфікований інтерфейс, надаючи доступ до них через одну точку входу. Це дозволяє спростити роботу з підсистемами.

Фасад належить до структурних шаблонів проєктування.

## Складові шаблону
Класи, з яких складається шаблон можна розділити на 3 частини:
1. фасад;
2. підсистеми;
3. клієнти.

## Ролі складових

### Фасад
- Визначає певним підсистемам інтерфейс, отже знає кому адресувати запити;
- делегує запити клієнтів потрібним об'єктам підсистеми;
- створює нові методи, котрі об'єднують виклики об'єктів системи і\або додають свою логіку;
- приховує підсистеми;
- зменшує кількість параметрів методів, шляхом попередньої підстановки визначених значень.

### Підсистема
- реалізує функціонал, закритий та не видимий для зовнішніх компонентів
- виконує роботу, запитану клієнтом через фасад.
- не зберігає посилання на фасад — це означає що одна підсистема може мати довільну кількість фасадів.

### Клієнт
- здійснює запити фасаду;
- не знає про існування підсистем.

## Переваги та недоліки

### Переваги
- Приховує реалізацію підсистеми від клієнтів, що полегшує використання підсистеми
- Сприяє слабкій взаємодії між підсистемою та її клієнтами. Це дозволяє змінити класи, які включають підсистему, не впливаючи на клієнтів.
- Зменшує компіляційні залежностей у великих програмних системах
- Спрощує системи перенесення на інші платформи, оскільки менш імовірно, що для побудови однієї підсистеми потрібно побудувати всі інші

### Недоліки
- Не заважає сучасним клієнтам отримувати доступ до базових класів
- Фасад не додає жодної функції, він просто спрощує інтерфейси

## Випадки використання
Фасад використовується у випадках, коли потрібно:
- спростити доступ до складної системи;
- створити рівні доступу до системи;
- додати стійкість до змін підсистем;
- зменшити кількість сильних зв'язків між клієнтом та підсистемою, але залишити доступ до повної функціональності.

## Зв'язок з іншими патернами
- Фасад створює новий інтерфейс доступу, адаптер — використовує старий